# Сафронов, Леонид Павлович
Леонид Павлович Сафронов (14 мая 1938—1 января 2025) — советский и партийный деятель, второй секретарь Уфимского городского комитета КПСС, депутат Верховного Совета Башкирской АССР, депутат Верховного Совета РСФСР, депутат Верховного Совета Российской Федерации.

## Биография
Леонид Сафронов родился 14 мая 1938 года в посёлке Нижние Серги Свердловской области СССР.
В 1961 году окончил Куйбышевский индустриальный институт. После окончания института поступил на работу в Салаватский монтажный цех треста «Башэлектромонтаж» простым рабочим, работал электромонтажником на высоте. С 1961 по 1968 год работал там же мастером цеха, начальником отдела, главным инженером.
С 1968 по 1980 год работал заместителем управляющего, главным инженером, управляющим треста «Башэлектромонтаж». В 1980—1984 годах — второй секретарь Уфимского городского комитета КПСС.
В 1984 году был дважды незаконно осужден по статье Уголовного кодекса по указанию первого секретаря Башкирского областного комитета КПСС М. З. Шакирова (см. Незаконное уголовное преследование и оправдание). С 1984 по 1986 год находился в местах лишения свободы. В апреле 1986 года был освобождён из мест заключения из-за отсутствия состава преступления, был полностью реабилитирован, восстановлен в партии и в должности. Сафронову были принесены извинения на всех уровнях.
С 1987 года работал начальником Башкирского управления Госснаба СССР. В 1990—1993 годах был депутатом Верховного Совета СССР, депутатом Верховного Совета Российской Федерации. В 1991 году стал генеральным директором Башкортостанского торгово-производственного предприятия. В 1992—1993 году был генеральным директором Башкирской коммерческо-посреднической компании.
После выхода на пенсию жил в деревне Каветка Чишминского района (Башкортостан), где скончался 1 января 2025 года на 87-м году жизни.

## Незаконное уголовное преследование и оправдание

#### Конфликт с первым секретарём республиканского комитета КПСС Шакировым
В июле 1983 года Сафронов, занимавший тогда должность второго секретаря Уфимского горкома, осмелился возразить первому секретарю республиканского обкома Шакирову во время обсуждения кандидатуры на пост первого секретаря городской парторганизации. Он жестко раскритиковал предложенную Шакировым кандидатуру Рима Рахматуллина, охарактеризовав кандидата так: «Заносчив, груб, сталкивает людей лбами».
После этой беседы Шакиров запретил Сафронову выступать на пленуме, пригрозив в противном случае «уничтожить» его. Однако Сафронов не сдался, и Шакиров начал оказывать на него давление, задействовав прокуратуру, милицию и комитет народного контроля.
Шакиров организовал подтасовку уголовных дел и незаконные аресты против Сафронова и его жены Татьяны Дорохиной, а также их друзей и знакомых, которые отказались давать ложные показания против семейной пары. Татьяну Дорохину постигла ещё более суровая участь — Мидхат Шакиров распространял про неё слухи о том, что она «нечистая» женщина, поскольку вышла замуж, имея двоих детей от предыдущего брака. В её квартире трижды проводились обыски, а её 15-летнего сына пытались привлечь к уголовной ответственности. Татьяна Дорохина скончалась в 1991 году, не сумев справиться с травлей и не выдержав испытаний.
Как утверждал Марган Мерзабеков, бывший корреспондент газеты «Советская Россия», после пленума горкома Шакиров наслаждался своей местью, он ежедневно звонил Сафронову, говоря: «Ты всё ещё жив? Потерпи немного!».
Уже на следующий день после конфликта с Шакировым Сафронов ощутил сильное давление и подал заявление об отставке. Заявление удовлетворили спустя четыре месяца — именно столько времени понадобилось для сбора компромата. Ночью его принудительно выписали из кардиологического центра, а на следующий день пленум горкома освободил его от занимаемой должности. Именно там, с трибуны, он рассказал о требованиях хранить молчание и угрозах «уничтожить» его.
Вся история незаконного преследования Шакировым и правоохранительными органами по указке первого секретаря Республиканского комитета КПСС стала доступна общественности после её публикации журналистом Владимиром Прокушевым в газете «Правда» 6 мая 1987 в № 126 (25113) в статье «Преследование прекратить…».

#### Первое уголовное дело, арест и отмена приговора Коллегией Верховного суда РСФСР
Через несколько месяцев после конфликта с Шакировым и освобождения от должности Леонид Сафонов был исключен из КПСС и приговорён к шести годам лишения свободы с конфискацией имущества.
В фабриковании уголовного дела участвовал Г. Федотов — председатель комитета народного контроля республики, председатель комиссии партийного контроля при обкоме И. Ходосов и прокурор республики. Федотов заявил, что сигналы о незаконной оплате скважины поступили ранее, и дал поручение разобраться с этим делом прокурору республики. В день ареста Сафронов вернулся из Москвы в Уфу ночным рейсом, но сразу после возвращения за ним пришли. В прокуратуре республики следователь по особо важным делам А. Бондарь предъявил обвинение: якобы, будучи начальником Салаватского монтажного управления, Сафронов незаконно оплатил бурение водоскважины для садового кооператива, что привело к ущербу государству на сумму 4 тысячи рублей. За это Сафронов был привлечён к уголовной ответственности. Возражения Сафронова о том, что он никогда не был руководителем Салаватского монтажного управления, не были приняты во внимание, следователь Бондарь сказал, что это не имеет значения. Председателем Ленинского народного суда города Уфы В. Павловым приговор был вынесен аналогичным образом: без учёта фактических доказательств невиновности Сафронова, прямо в зале суда на подсудимого надели наручники и отправили отбывать наказание. Спустя семь месяцев Сафронов вернулся в Уфу из заключения — Коллегия Верховного суда РСФСР отменила все решения башкирских судов.

#### Фабрикация второго уголовного дела и его прекращение Прокуратурой СССР
Первым делом после освобождения и оправдания Сафронову пришлось подписать обязательство о невыезде. Начальник следственной части прокуратуры БАССР А. Зеликман и его подчинённые начали готовить новое уголовное дело, которое оказалось куда серьёзнее прежнего. Они сфабриковали дело о том, что восемь лет назад возглавляемый Сафроновым трест построил линию электропередачи, якобы минуя план. Ему предъявили обвинение по статье, которая предусматривала наказание вплоть до 12 лет лишения свободы или смертной казни.
В «преступном сговоре» с Сафроновым обвинили бывшего начальника управления хлебопродуктов, бывшего первого секретаря райкома, делегата одного из партийных съездов и депутата Верховного Совета БАССР И. Печникова. «С 11 до 19 часов следователь Зеликман заставлял меня дать ложные показания против Сафронова, угрожая и провоцируя, — писал он в письме в газету „Правда“. — В конце концов он предупредил, что я должен хорошо подумать и всё-таки дать такие показания, иначе меня исключат из партии, снимут с работы и осудят». После отказа Печникова Зеликман вместе со следователем Каримовым (который позднее был награждён медалью за эту операцию) отправились к нему домой, предъявили ордер на обыск и приказали: «Деньги и ценности — на стол!».
По словам Печникова, единственными изъятыми следствием ценностями оказались орден Отечественной войны I степени, медаль «За отвагу» и три ордена Трудового Красного Знамени. В полночь его поместили в тюремный изолятор, где он провёл более месяца. Во время допросов Зеликман постоянно настаивал на одном: «Просто скажите, что по просьбе Сафронова переводились деньги за строительство ЛЭП, и станете свидетелем». За дачу показаний следователь обещал Печникову освобождение к майским праздникам.
За то, что Сафронов был несогласен с политикой первого секретаря республиканского комитета КПСС М. З. Шакирова, он был осужден второй раз. Тогда в дело вмешался помощник Генерального Прокурора СССР Виктор Илюхин и Первый секретарь ЦК Компартии Венгрии Янош Кадар, знавший Сафонова по работе на территории Венгрии и попросивший заступиться за него Леонида Ильича Брежнева.
Сафронов и Печников были оправданы и освобождены от наказания. В постановлении Прокуратуры СССР от 16 февраля 1987 года, которое вручили Сафронову, было указано: «Уголовное дело в отношении вас прекращено на основании пункта 2 статьи 5 УПК РСФСР ввиду отсутствия состава преступления в ваших действиях».

#### Последствия
После публикации в мае 1987 года в газете «Правда» корреспондентом Прокушевым информации о деле Сафронова бюро Башкирского обкома попыталось опровергнуть приведенные в статье факты, однако прибывшая комиссия ЦК КПСС подтвердила достоверность информации.
На июньских пленумах 1987 года Шакиров перекладывал вину на других, в частности на умершенго в 1986 году прокурора БАССР Ивана Филатова. Согласно свидетельствам заведующего отделом обкома Тлякбирдина, в начале 1985 года Шакиров и Филатов совместно обсуждали проведение обыска в квартире Сафронова. «Мы на семейном совете решили — три года вашему Сафронову», — заявил Рифхат Шакиров, сын первого секретаря обкома, жене Сафронова Татьяне Дорохиной. На следующий день суд, до этого откладывавший решение в течение недели, назначил именно такой срок.
Факт грубого вмешательства в судебное разбирательство выявился во время партийного расследования, и Мидхат Шакиров, испугавшись, предоставил медицинскую справку, утверждая, что подобные семейные советы были невозможны из-за шизофрении его супруги. На VI пленуме Башкирского обкома КПСС об этом рассказали секретари обкома Ахунзянов, Никитин и Гареев. Мидхат Шакиров, присутствовавший в зале, не стал отвергать публично озвученные обвинения в свой адрес.
9 июня 1987 года на пленуме было объявлено, что только за 1986 год в Башкирии неправомерно привлекли к уголовной ответственности 53 человека, из которых 11 находились под стражей. Позже пресса сообщила, что более 200 уголовных дел в Башкирии были признаны необоснованными прокуратурой СССР и РСФСР необоснованными. Журналисты заключили, что «в республике в миниатюре повторился 1937 год».
На заседании бюро обкома, проходившего накануне VI пленума в тот же день, рассматривался вопрос о «партийности» Мидхата Шакирова. В случае исключения из партии ему, возможно, пришлось бы предстать перед судом, но вместо этого его просто отправили на пенсию. Отставка состоялась в сентябре 1987 года. Ни Шакиров, ни другие участники фабрикации уголовных дел сами уголовной ответственности не понесли.

6 июля 1987 года газета «Правда» сообщила, что Коллегия МВД СССР освободила от должности министра внутренних дел БАССР Владимира Рыленко за серьёзные нарушения законности. Пленум обкома объявил ему выговор с внесением записи в учётную карточку, он был также лишён звания «Заслуженный юрист Башкирской АССР». Ответственные работники прокуратуры БАССР были либо уволены, либо привлечены к дисциплинарной ответственности.
В 1990-е годы ставленник Шакирова Рахматуллин, из-за которого тот преследовал Сафронова, попал в криминальные новости, когда 7 апреля 1994 года неизвестные напали на него в темноте и трижды ударили ножом. В то время бывший партийный руководитель занимал пост генерального директора Уральского представительства концерна «Гермес», который выплачивал дивиденды своим акционерам за счёт средств новых вкладчиков. Жертвами обмана становились и крупные преступные группировки, которые затем сводили счёты с обидчиками привычными способами.

## Награды
- Орден «Знак Почета»
- Орден Трудового Красного Знамени
- Орден Дружбы народов